# Rhizopus homothallicus
Rhizopus homothallicus är en svampart som beskrevs av Hesselt. & J.J. Ellis 1962. Rhizopus homothallicus ingår i släktet Rhizopus och familjen Mucoraceae.   Inga underarter finns listade i Catalogue of Life.